# 조셀린 벨 버넬

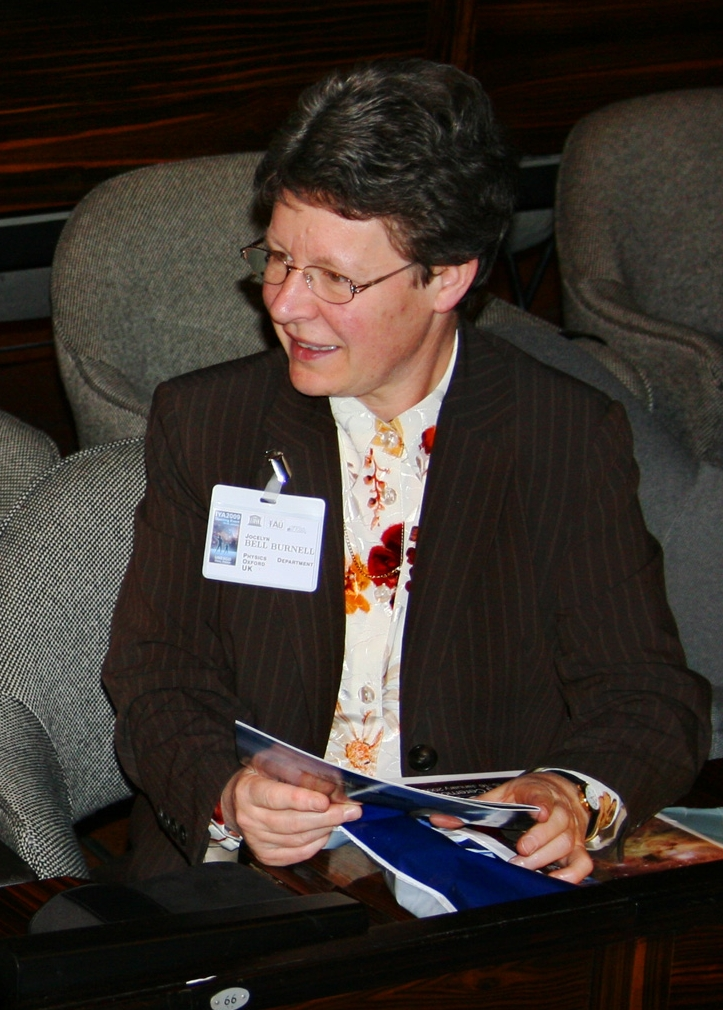
조셀린 벨 버넬(2009년)

수전 조셀린 벨 버넬(영어: Dame Susan Jocelyn Bell Burnell, DBE, FRS, 1943년 7월 15일 ~ )는 북아일랜드 벨파스트에서 태어난 영국의 천체물리학자로, 대학원생 때 앤터니 휴이시의 지도를 받아 논문을 쓰다가 최초로 펄사를 발견했다. 그러나 펄사를 관측한 것은 벨 버넬이었음에도 휴이시만 노벨 물리학상을 받고 벨 버넬은 제외되었다.
벨 버넬은 2002년부터 2004년까지 왕립천문학회(Royal Astronomical Society) 회장을 지냈으며, 2008년 10월부터 2010년 10월까지 영국 물리학 연구소(Institute of Physics) 소장을 지냈다. 후임자 마셜 스토넘(Marshall Stoneham)이 사망함에 따라 임시 소장을 맡았고, 2011년에 피터 나이트(Peter Knight)가 후임 소장이 되었다.
2018년 브레이크스루상(Breakthrough Prize) 물리학 분야 수상자가 되었다.

## 서훈
- 1999년 대영 제국 훈장 3등급(CBE)
- 2007년 대영 제국 훈장 2등급(DBE, 작위급 훈장)